# Mary Queen of Scots
Mary Queen of Scots ist ein Spielfilm des Schweizer Regisseurs Thomas Imbach aus dem Jahr 2013 und sein erster Film in englischer und französischer Sprache. In der Hauptrolle spielt die zweisprachige Camille Rutherford. Mary Queen of Scots erzählt die Lebensgeschichte der schottischen Königin Maria Stuart nach der von Stefan Zweig geschriebenen Biographie. Der Film wurde im August 2013 auf dem Internationalen Filmfestival von Locarno uraufgeführt und feierte seine internationale Premiere im September 2013 auf dem Toronto International Film Festival. Der Film kam am 7. November 2013 in die Deutschschweizer und am 15. Januar 2014 in die Westschweizer Kinos. In Frankreich startete der Film am 12. November 2014 in den Kinos, in Deutschland am 20. November 2014. Die Filmmusik veranlasste die Academy of Motion Picture Arts and Sciences, die jährlich die Oscars vergibt, die Komponistin Sofia Asgatowna Gubaidulina in ihre Reihen aufzunehmen.
Der Film lief auch unter dem deutschen Titel Mary - Königin von Schottland.

## Handlung
Im Alter von fünf Jahren wird Maria Stuart von Schottland nach Frankreich gebracht. Die schottische und englische Königin soll die Braut des französischen Dauphin werden. Maria wächst in Frankreich auf und heiratet Franz II., doch ihr Regententum ist von kurzer Dauer, da Franz bereits ein Jahr später, im Alter von nur 16 Jahren verstirbt. Auf dem englischen Thron sitzt mittlerweile Marias Cousine Elisabeth. Maria beschließt, nach Schottland zurückzukehren, und hat es zunächst schwer, sich dort einzuleben, da sie den Luxus des französischen Hofes gewohnt ist. In der brenzligen Situation zwischen Katholiken und Protestanten schafft sie es, Toleranz zu beweisen und sucht die Nähe zum Volk. Um als Herrscherin wahrgenommen zu werden, heiratet Maria überstürzt Lord Darnley, der sich schon bald als Fehlgriff entpuppt. Das letzte bisschen Vertrauen verliert die schwangere Maria, als Darnley aus Eifersucht ihren treuen Berater Rizzio ermorden lässt. Maria trägt ihr Kind aus und bringt es vor Darnley in Sicherheit.
Als der Earl of Bothwell, ein treuer Verbündeter, verwundet wird, erkennt Maria ihre Gefühle für ihn. Ihre erste körperliche Begegnung mit Bothwell bringt sie dazu, jedwede Vernunft über Bord zu werfen und für Bothwell alles zu tun. Sie schmieden einen Plan, um sich Darnleys entledigen zu können. Als das Haus in dem Darnley residiert, in Flammen aufgeht und Maria nur kurze Zeit später Bothwell ehelicht, bildet sich eine breite Front aus Lords und einfachen Leuten, die eine gerechte Bestrafung des offensichtlichen Mörders, den Earl of Bothwell, verlangen. Maria ist nicht bereit, Bothwell zu opfern und so wird eine Armee zur Verteidigung angeworben. Am Morgen der Konfrontation wird jedoch klar, dass ein Kampf aussichtslos ist. Maria ist gezwungen, sich zu ergeben und Bothwell fortzuschicken.
In ihrer Verzweiflung wendet sie sich an ihre Cousine Elisabeth und flieht nach England. Dort wird sie jedoch für mitschuldig an Darnleys Tod und als Bedrohung für Elisabeths Thron gehalten und eingesperrt. Nach 20 Jahren des Eingesperrtseins gewährt ihr Elisabeth die „Erlösung“ durch das Beil.

## Kritiken
„Es sind nicht, oder bloss in Ansätzen, die historischen Ereignisse, Schlachten und Streitereien, die Thomas Imbach auf die Leinwand bringt, vielmehr ist es Marys Innenwelt, sind es ihre Gefühle, ihre eigene, oft unangepasste Sicht der Dinge auch.“
„Die Inszenierung ist von ökonomischer Schönheit, fast karg. Die Farben der Renaissance sind sozusagen eingebettet ins Grau eines Spätmittelalters. Die Sprachzeremonielle von unromantischer höfischer Brutalität. In diese Welt ist eine junge Frau geworfen … […] Ihre Leidenschaften als Mädchen müssen nach innen brennen. Sie setzen bei Thomas Imbach die schottische Steinlandschaft in eine Art fiebrige Bewegung, und da ist er dann wieder ganz der filmische Lyriker, den wir kennen. […] Camille Rutherford, Imbachs Hauptdarstellerin, spielt das mit wunderschöner, kühler Intensität …“
„Dem Schweizer Regisseur gelingt mit diesem Film nichts weniger als eine Revitalisierung des Historienfilms durch grösstmögliche Reduktion.“
„Thomas Imbachs ‚Mary Queen of Scots‘ arbeitet mit dem maximalen Kontrast zwischen der unglaublich komplexen Historie und der sparsamen, disziplinierten Inszenierung. Die Vielschichtigkeit des Films mag überwältigend sein – das erste Seherlebnis besticht aber gerade mit einer durchtrainierten Magerkeit. Opulenten Ideen und Verknüpfungen stellt Imbach Tableaux und Szenen von eindrücklicher Klarheit und Einfachheit gegenüber.“